# Петроградский остров
Петрогра́дский о́стров (до 1914 Петербургский остров, до 1703 года Фомин остров; фин. Koivusaari, что переводится как «Берёзовый остров») — остров в устье Невы, в Петроградском районе Санкт-Петербурга. 

## Географические особенности
Самый большой остров Петроградской стороны. Длина с запада на восток — 4,2 км, ширина с севера на юг — 2,5 км. Площадь — 6,35 км². Соединён Троицким мостом с Центральным районом, Биржевым, Тучковым и мостом Бетанкура — с Васильевским островом, Мало-Петровским — с Петровским островом, Лазаревским и Большим Крестовским — с Крестовским островом, Сампсониевским и Гренадерским — с Выборгской стороной, семью небольшими мостами через Карповку — c Аптекарским островом.

## История названия
Петербургская, или позже Петроградская сторона носила по писцовой книге Водской пятины 1708 года наименование Фомин остров:
«Село на Фомине Острову на Неве у моря» имело около 30 дворов — 40 жильцов, плативших повинности (частично непашенные); в этом числе были названы лица, носившие ещё дохристианские имена ижорского происхождения: Иголин, Игола, Ускал, Ибасов, Игандуев. Рядом указано село Лахта (финск. lahti — залив, губа) — название сохранилось доныне.
Фомин остров в писцовой книге Ингерманландии шведских времён (1640) обозначен как Phomin Ostroff eller Koyfiusari, то есть Фомин остров, или Koivusaari (Берёзовый остров). Новгородская летопись ещё в 1348 году называла этот остров Берёзовым, говоря о походе на Ижору шведского короля Магнуса, который здесь останавливался по пути на Ореховый (впоследствии Нотебург — Шлиссельбург — Петрокрепость). Заметим, что местность против Фомина острова на другом берегу Невы носила название Фомина конца (здесь были три деревни) в писцовой книге 1500 года. Кто был Фома, давший своё имя этим местам, неизвестно. Во всяком случае он, вероятно, жил и действовал после 1348 года, так как летопись в известиях того времени (XIV в.) не называет Берёзового острова Фоминым, как это делают писцовые книги XV века. В шведском атласе 1676 года теперешняя Петроградская сторона носит название Koiwosari eller Biorckenholm (то есть и финское, и шведское название означает «Берёзовый остров», как и в шведской писцовой книге 1640 г., и в русской летописи 1348 г.). И здесь мы видим несколько названий одного и того же объекта: 1) древнее дославянское — Koivusaari — и точно соответствующие ему по смыслу русское — Берёзовый остров (1348) — и шведское — Biorckenholm; 2) русское (новгородское) — Фомин остров.
Почему же название Фомин остров бесследно исчезло, тогда как имя Васильевский остров звучит до сих пор? По-видимому, разгадка заключается в том, что от Фомина острова начал расти на первых порах Петербург, так как Заячий остров в общем представлении не отделялся от соседнего большого Берёзового — Фомина, что и заставило признать последний Петербургской стороной. Здесь, конечно, официальное словоупотребление (Петербургская часть) тесно сплеталось с народным, что ускоряло процесс вытеснения старых наименований новыми, тем более что приток сюда новопоселенцев был очень велик, поэтому старая традиция не удержалась. Гораздо более удивительна чрезвычайная устойчивость названия Васильевский остров, прошедшего через ряд столетий.
Возможно, более обоснована финская версия происхождения топонима. Так, историк П. Г. Бутков, комментируя писцовые книги Водской пятины, замечает:
Под названием Фомени разумелись все острова, составляемые протоками Невы при её устьях. Это имя Финское, взятое от tammi: дуб, tamminen дубовый, tammisto, tammikko: дубняк. Вероятно, в здешних лесах дуб составлял редкость. На Петербургских островах, особенно на Петровском, Елагином и Каменном, находятся огромные дубы, которые, судя по их толщине, существуют от четырех до пяти столетий.
В той же писцовой книге приводится русское название этой волости: Дубок (при этом сам Петроградский остров называется Ковдуй — видимо, искажение от фин. Koivusaari, «Берёзовый остров»). Это мнение разделяется и другими историками: так, в известном сочинении «Россия», изданном под редакцией В. П. Семёнова, утверждается, что название «Фомин (остров)» значит «Дубовый остров». Имеются и менее обоснованные версии иноязычного происхождения топонима, например, предложенная Г. А. Немировым, который толковал название Фомин остров из маньчжурского языка.
После основания Санкт-Петербурга остров назывался Городовым, Городским, Троицким, Петербургским. Нынешнее название Петроградский начинается в связи с переименованием в 1914 году города в Петроград.
Две главные улицы: Каменноостровский и Большой проспект Петроградской стороны (Большой проспект есть также на Васильевском острове).
На острове расположены Троицкая часовня, Ленинградский зоопарк, спортивно-концертный комплекс «Юбилейный», Дворец культуры имени Ленсовета. Имеются многочисленные памятники архитектуры (в том числе федерального значения) — домик Петра I, особняк Кшесинской, соборная и кафедральная мечеть, особняк С. Ю. Витте,  Тучков буян, Князь-Владимирский собор, «Дом с башнями», Александровский лицей, архитектурный ансамбль Австрийской площади, Артиллерийский музей, Крейсер Аврора и другие объекты. На острове расположен ряд известных вузов: Медицинский университет им. И. П. Павлова, ИТМО, Военно-космическая академия имени А. Ф. Можайского, Военно-космический Петра Великого кадетский корпус, Нахимовское военно-морское училище и другие. Имеются несколько театров и десятки музеев.